# Rinaldo Viviani
Rinaldo Viviani fue un ingeniero químico, miembro del partido Justicialista, Senador de la Nación Argentina en 1949 y gobernador de la Provincia de San Juan entre 1952 y 1955. Fue destituido en el golpe de Estado autodenominado Revolución Libertadora.

## Biografía
Nació el 28 de julio de 1913 el departamento San Martín, provincia de San Juan. Sus padres fueron José Esteban Viviani y Aída Maina Van-Soon.
Cursó los estudios primarios en su departamento natal y realizó estudios secundarios en los Colegios Don Bosco de San Juan y de Rodeo del Medio, Mendoza. En la Escuela de Minas, antecesora de la actual Facultad de Ingeniería obtiene el título de ingeniero químico.
A partir de 1838 se desempeñó como maestro de Enseñanza General, Matemática y Dibujo en la Escuela de Artes y Oficios de la Nación, actual escuela provincial de educación técnica n° 1 Ingeniero Rogelio Boero.
En 1939 contrajo matrimonio con Anatilde Rafaela Pardo. Tuvieron cinco hijos. 
Inició su carrera política en el partido Justicialista de San Juan y fue convocado a ocupar distintos cargos públicos en los sucesivos gobiernos:
- Director general de Escuelas,
- Director del Departamento de Hidráulica,
- Presidente de la Dirección Provincial de Vialidad,
- Ministro de Gobierno e Instrucción Pública, siendo gobernador en ese entonces Ruperto Godoy.

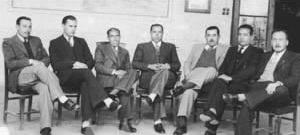
Personal de la Escuela de Artes y Oficios de la Nación en la provincia de San Juan, Argentina. De izquierda a derecha se ve a José Octavio Figueroa (maestro de Enseñanza General, Castellano e Historia); Wenceslao Otruba (maestro de Mecánica); Osman H. Moya (Secretario); Agustín Cardozo (Director); Gregorio Ormeño (maestro de Herrería y Hojalatería); Lorenzo Ayala (maestro de Carpintería) y Rinaldo Viviani (maestro de Enseñanza General, Matemática y Dibujo).1938

Como Ministro de Gobierno e Instrucción Pública impulsó la sanción la ley provincial 1156 que reconocía el derecho de todos los menores de edad a la protección y asistencia social del estado provincial que debía asegurar su salud, educación y porvenir. También creó la Dirección de Protección al Menor como órgano de aplicación de la ley.
En abril de 1949 asumió como Senador de la Nación Argentina llegando a alcanzar la vicepresidencia de la cámara.
Tiempo después se trasladó a la provincia de Salta en carácter de interventor del partido justicialista de esa provincia. El resultado de los comicios fue una aplastante victoria para la fórmula Juan Domingo Perón-Juan Hortensio Quijano (62,5%), por encima de la segunda fuerza, encabezada por Ricardo Balbín-Arturo Frondizi (31,8%). En San Juan, Viviani alcanzó los niveles de votación nacionales, según recordó su familia. Su candidato a vicegobernador fue el sindicalista Adolfo Castro Luna.
Entre 1951 y 1955 fue presidente del Club Atlético San Martín, una de las instituciones deportivas más reconocidas de la provincia.

## Obra de gobierno
A Viviani le tocó continuar con la reconstrucción de la ciudad luego del terremoto de 1944. El 29 de octubre de 1954, día en que el decreto N° 3788 de Rinaldo Viviani, cedió un terreno ubicado en la Quebrada de Zonda, ladera Oeste, Parque Rivadavia, para la construcción de la estación sismológica. Empezó a edificar el Hospital Marcial Quiroga y varias escuelas como la de Pachaco. Adhirió al Segundo Plan Quinquenal de Argentina y, con ello, impulsó la tecnificación rural y la diversificación de varietales de la vid, además de estimular la radicación de poblaciones rurales. En 1953 inauguró el Observatorio Astronómico Félix Aguilar y creó el Instituto Preuniversitario San Buenaventura. Dispuso la intervención de la Municipalidad de 25 de Mayo.
Durante su gestión de gobierno, en 1954, comenzó a construirse la nueva catedral. También inauguró el monumento a Guillermo Rawson.
El 16 de septiembre de 1955 los aviones de la Marina bombardearon Plaza de Mayo. Comenzó la llamada “Revolución Libertadora”, un levantamiento militar –con apoyo de las clases conservadoras- que surgió para asfixiar al peronismo. Una llamada telefónica desde Mendoza le advirtió que no debía esperar a los militares en la Casa de Gobierno, porque la toma del poder había sido muy violenta y así se replicaba luego en las provincias. Lo que vino después fue la persecución y la detención. Viviani terminó preso en el Penal de Devoto, en Buenos Aires. Durante la dictadura militar autotitulada Revolución Libertadora el régimen le declaró interdictos todos sus bienes, no podía comprar ni vender nada. No podía trabajar para el Estado ni podía ejercer su profesión. La esposa del gobernador depuesto era vicedirectora concursada de la escuela Paula Albarracín de Sarmiento, pero después del golpe fue degradada de categoría a maestra común y la dejaron en disponibilidad. Tras ser liberado y debido a las amenazas físicas contra su familia por parte de agentes del régimen de Pedro Eugenio Aramburu decide exiliarse en Coquimbo, Chile hasta 1960.

## Gobernación
El 26 de abril de 1951 asumió como gobernador de la provincia habiendo triunfado en las elecciones de noviembre de 1949 por amplio margen.
Buscó adecuar la política provincial con la nacional del presidente Juan Domingo Perón. En ocasión del Segundo Plan Quinquenal en Argentina adhirió al mismo y elaboró un plan provincial de apoyo al mismo. 

"Este gobierno identificado plenamente con los principios de la Doctrina Peronista... considera un sagrado deber de patriotismo adherir la provincia a los objetivos fundamentales del Segundo Plan Quinquenal de la Nación"
Mensaje a la Honorable Cámara de Representantes del Gobernador Viviani

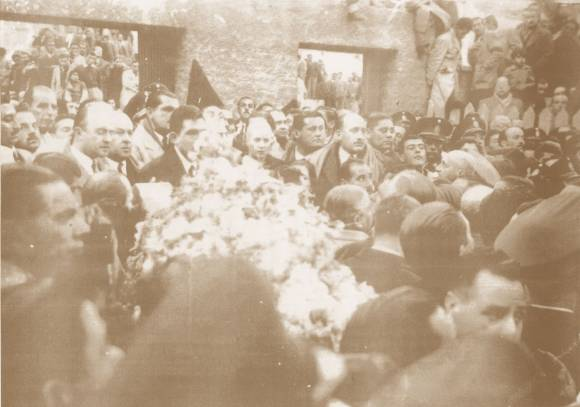
Funeral del gobernador Ruperto Godoy. La primera dama argentina y abanderada de los humildes Evita Perón asistió a la ceremonia en el cementerio de la Capital. En la foto José Amadeo Conte Grand, Pablo Ramella, Eloy Próspero Camus y Viviano Rinaldi. 1950.

En general se continuaron las políticas que habían iniciado los gobernadores Ruperto Godoy y Elías Amado siendo todos miembros del Partido Justicialista.
Se continuaron las obras públicas de construcción y remodelación de la infraestructura de comunicaciones de la provincia, edificios públicos y de vivienda dirigidas desde el Consejo de Reconstrucción de San Juan creado a partir del Terremoto de San Juan de 1944.
El 16 de septiembre de 1955 un grupo de militares depuso al presidente Perón, clausuró el Congreso Nacional, depuso a los miembros de la Corte Suprema y a todos los gobernadores e intendentes.
Fue reemplazado por el teniente coronel Mario A. Fonseca.

### Obra de gobierno
A partir de 1952 a través del Plan Quinquenal provincial se impulsó la tecnificación rural y la diversificación de la producción y de los varietales de vid. Se continuó con las políticas de sustitución de forrajeras por hortalizas y frutales. Se tomaron medidas de lucha contra las plagas y los siniestros. No se lograron los resultados esperados.
También se buscó erradicar los latifundios improductivos para favorecer el acceso a la tierra de quienes la trabajaran. Se apoyó a las colonias agrícolas creadas por el gobierno anterior para fomentar el aumento de la población rural. 
En 1953 inauguró el Observatorio Astronómico Félix Aguilar y se creó el Instituto Preuniversitario San Buenaventura. El Municipio de 25 de Mayo fue intervenido.
En 1954 se comienza a construir la nueva catedral. También comienza a funcionar la estación sismológica de Zonda. También se inauguró el monumento a Guillermo Rawson obra del escultor Luis Perlotti.  Se continuaron, a paso lento, los avances para la construcción del dique de Agua Negra.
En el aspecto cultural fue la época de oro de los radioteatros, actividad que fue apoyada por el gobierno.

## Alejamiento de la vida pública

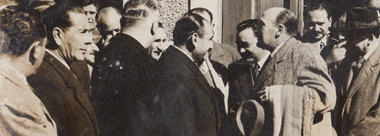
Rinaldo Viviani, gobernador electo de la provincia de San Juan, Argentina con su gabinete de gobierno incluido Abel Soria Vega y Julio Marún. 1952

En los años siguientes, durante la dictadura de la Revolución Libertadora sufrió persecuciones y cárcel por motivos políticos por parte de los gobernantes de facto de la provincia y la Nación. Debido a esta experiencia, deja la actividad pública dedicándose a trabajos agrícolas.
Falleció el 10 de junio de 1979, siendo recordado por su hombría de bien, honestidad y respeto por el otro.